# Biserica de lemn din Știucani

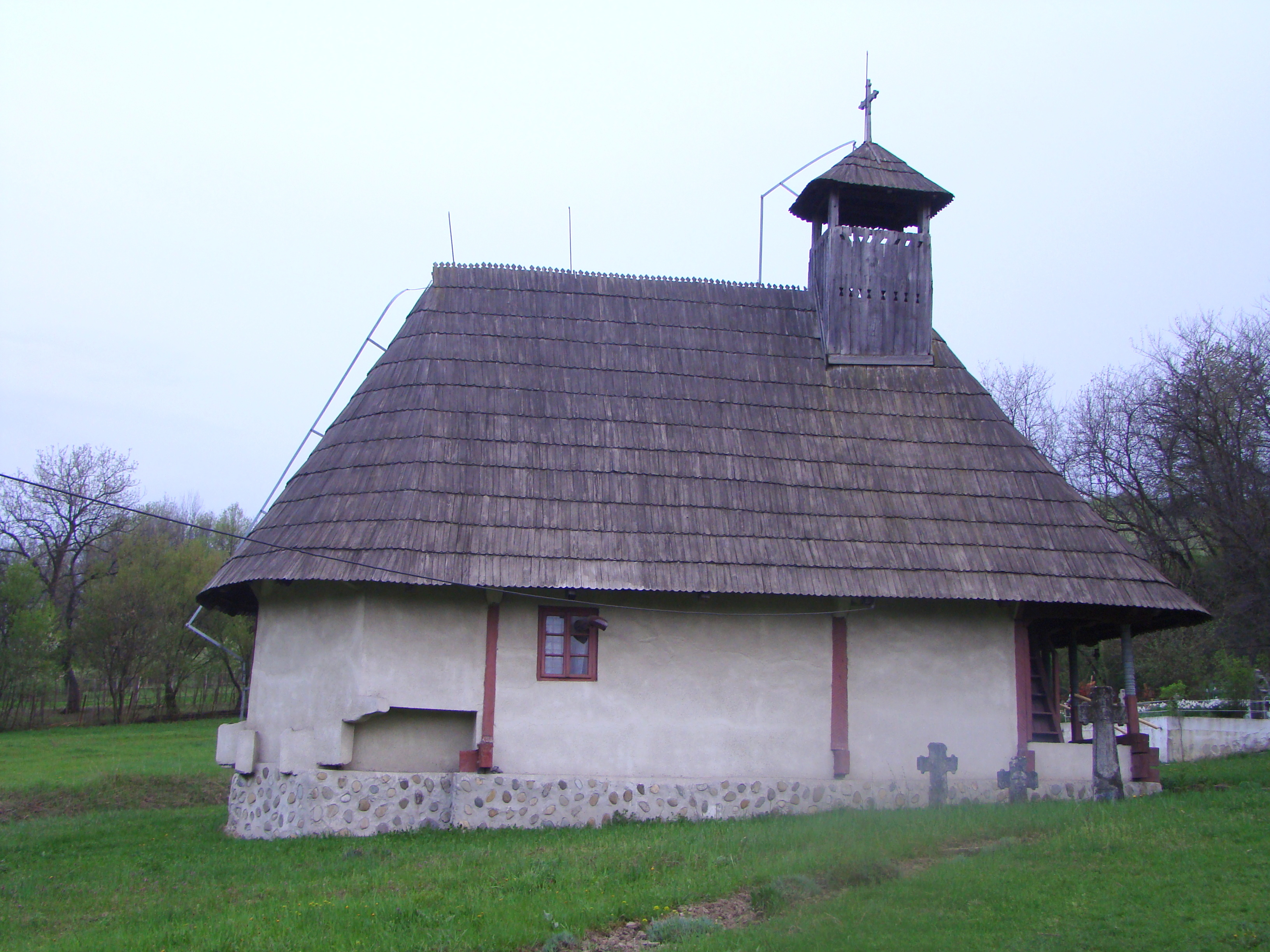
Biserica de lemn „Sfântul Ierarh Nicolae” din Știucani, comuna Slivilești, județul Gorj, foto: aprilie 2018.

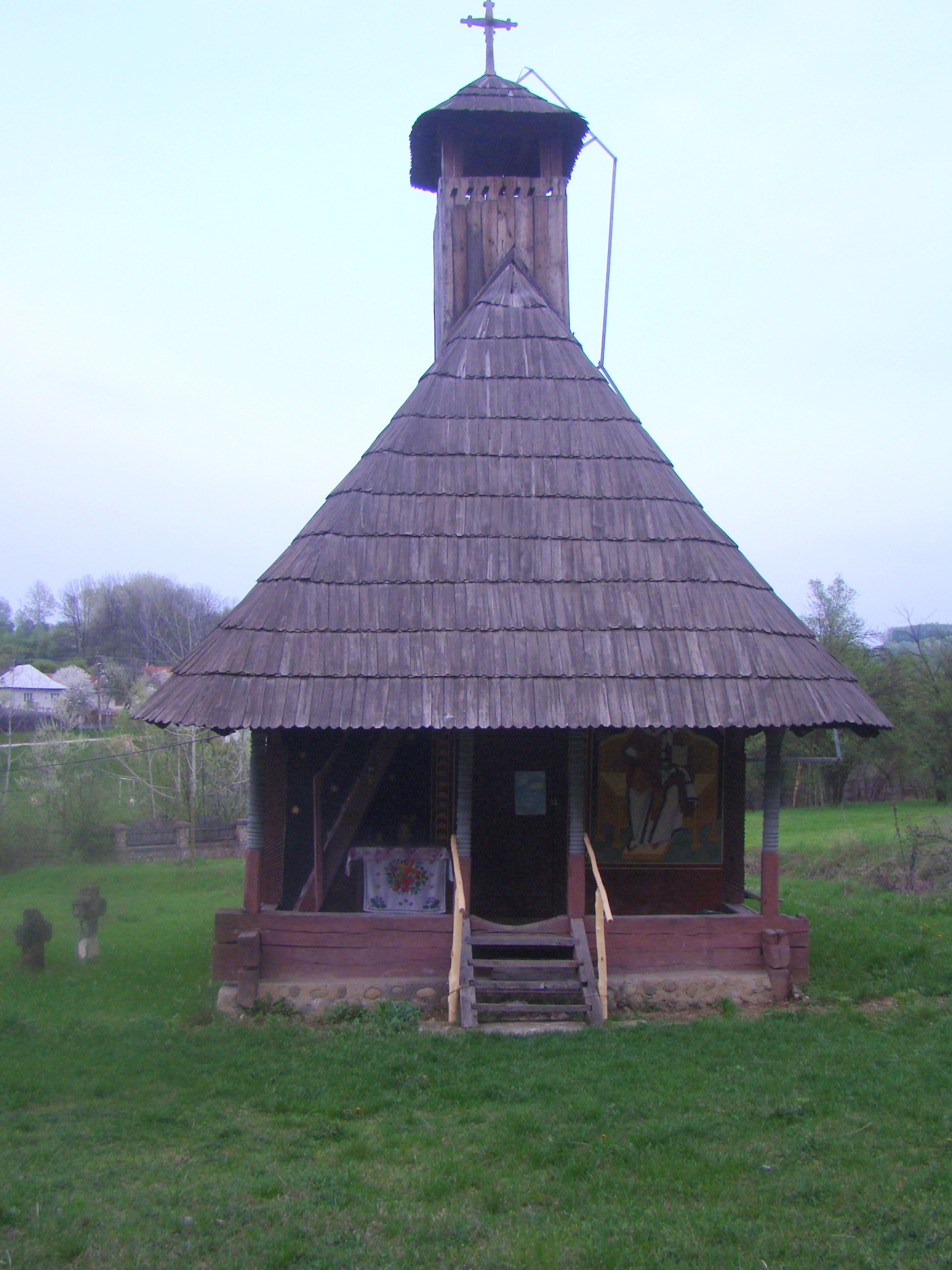
Biserica (vest)

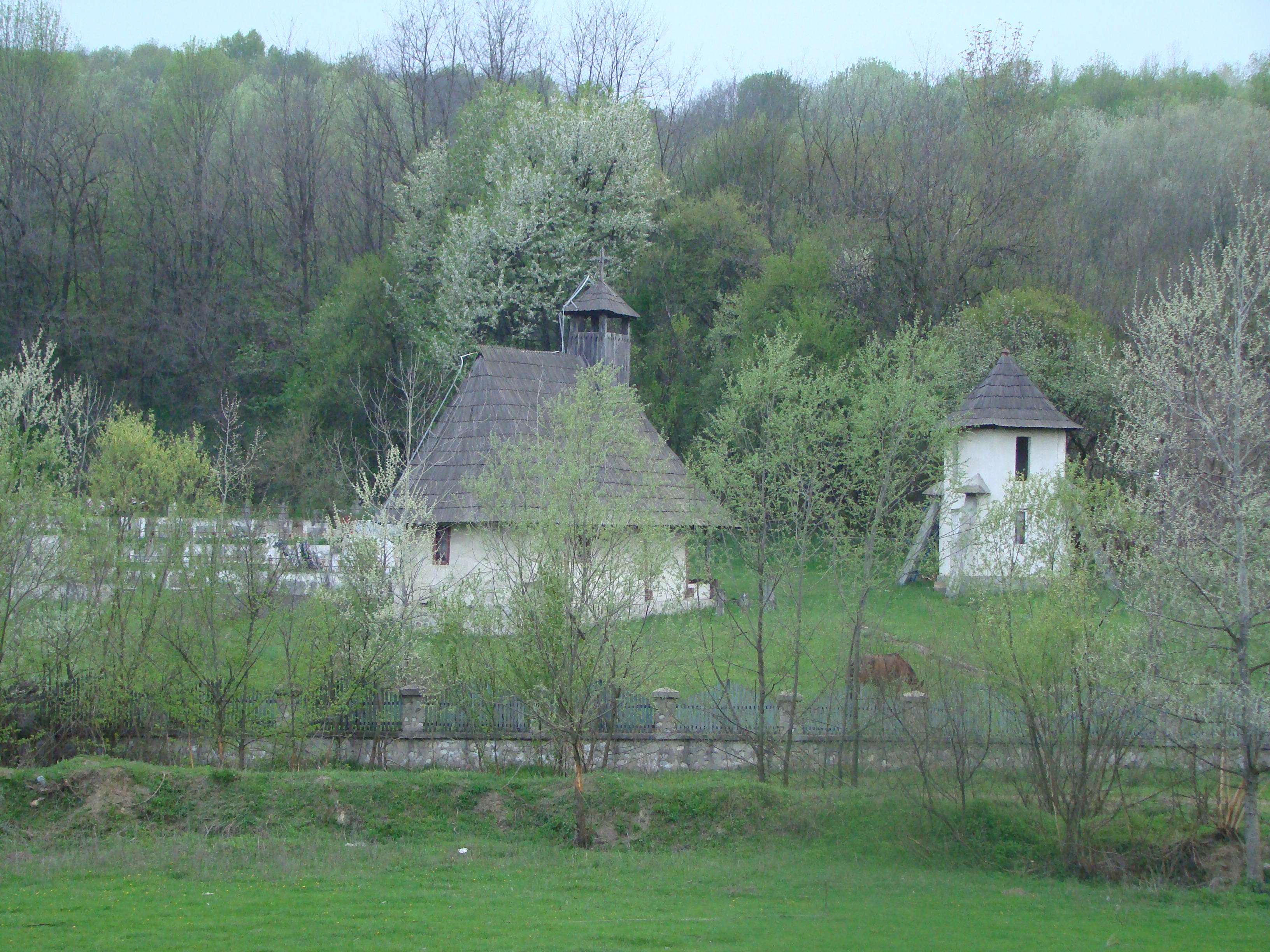
Biserica şi clopotniţa

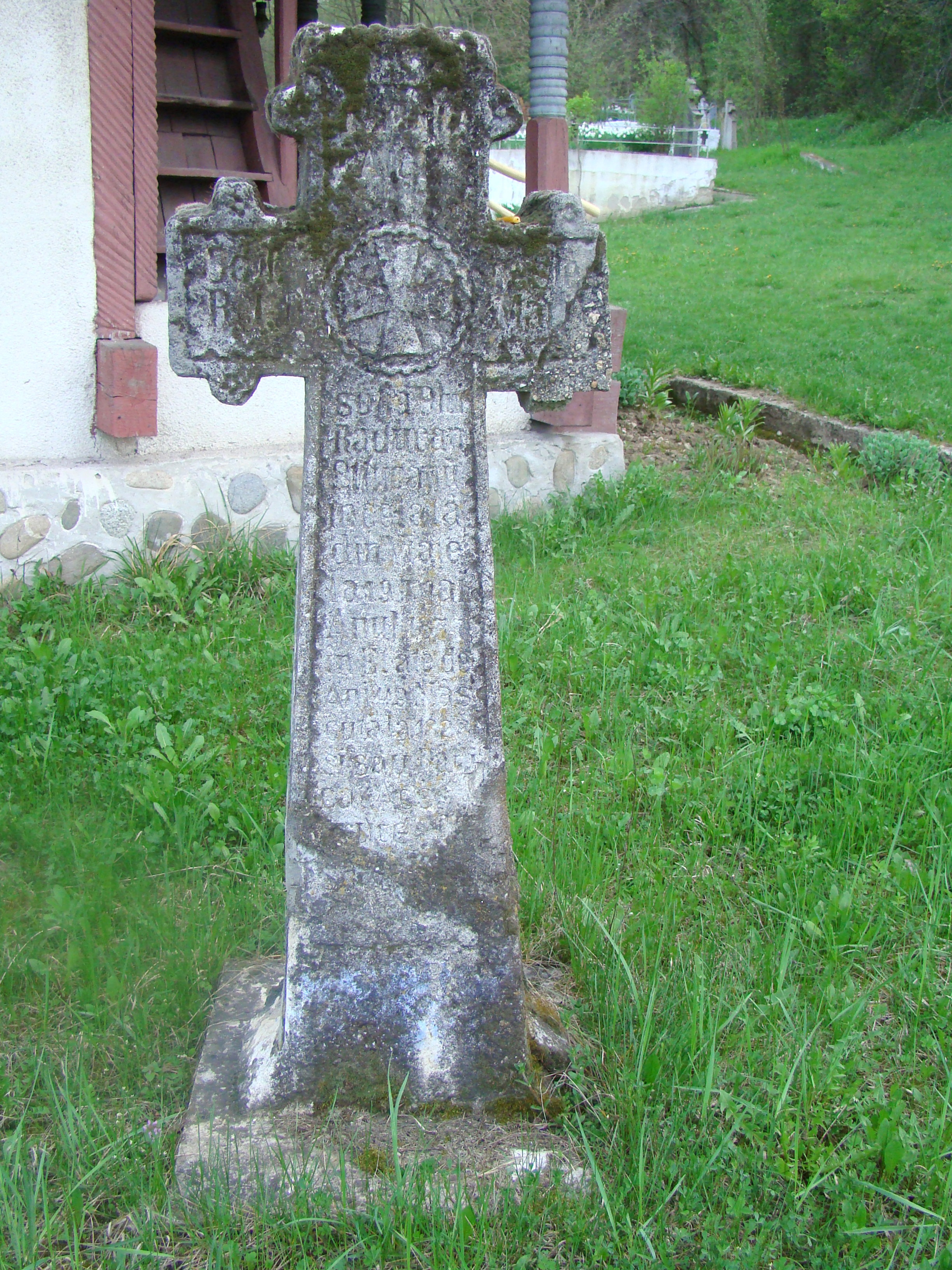
Cruce veche de piatră

Biserica de lemn din Știucani, comuna Slivilești, județul Gorj, datează din anul 1877. Are hramul „Sfântul Ierarh Nicolae”. Biserica se află pe noua listă a monumentelor istorice sub codul LMI:  GJ-II-m-B-09393.

## Istoric și trăsături
Biserica a fost ridicată în anul 1877 și sfințită în anul 1882. Lucrări importante de renovare au avut loc în anul 1954, biserica fiind resfințită în data de 31 octombrie de un sobor de preoți din parohiile vecine împreună cu I.P.S. Firmilian, mitropolit al Olteniei.
În vara anului 2000 a fost necesară strămutarea bisericii pe un nou amplasament, datorită masivelor alunecări de teren care au afectat localitatea și au distrus numeroase gospodării. Alunecările de teren s-au produs din cauza haldărilor celor de la EMC Motru, care nu au respectat parametrii ceruți. Ca urmare, Compania Națională a Lignitului Oltenia (CNLO) a finanțat lucrările de strămutare a bisericii și cimitirului, ridicarea unei clopotnițe și împrejmuirea amplasamentului. Tehnologia de strămutare a bisericii din Știucani a fost elaborată de arhitectul Niels Auner, cel care a contribuit, pe parcursul întregii sale activități, la restaurarea a peste 100 de biserici din lemn, monumente istorice. După încheierea lucrărilor de strămutare, biserica a fost din nou resfințită, în data de 13 iulie 2003, de I.P.S. Teofan, mitropolit al Olteniei, înconjurat de un sobor de preoți și diaconi.

## Galerie de imagini

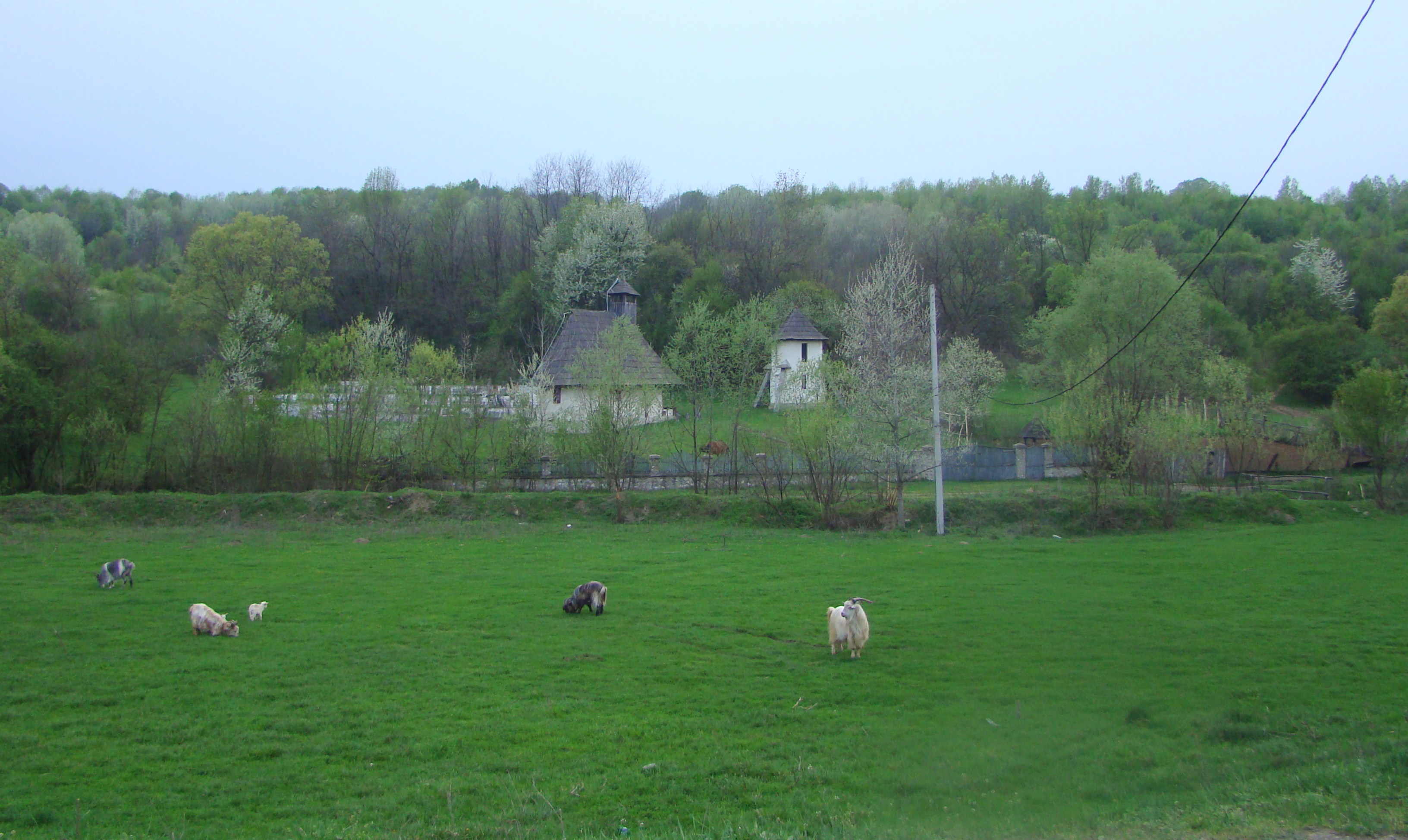
Biserica din depărtare
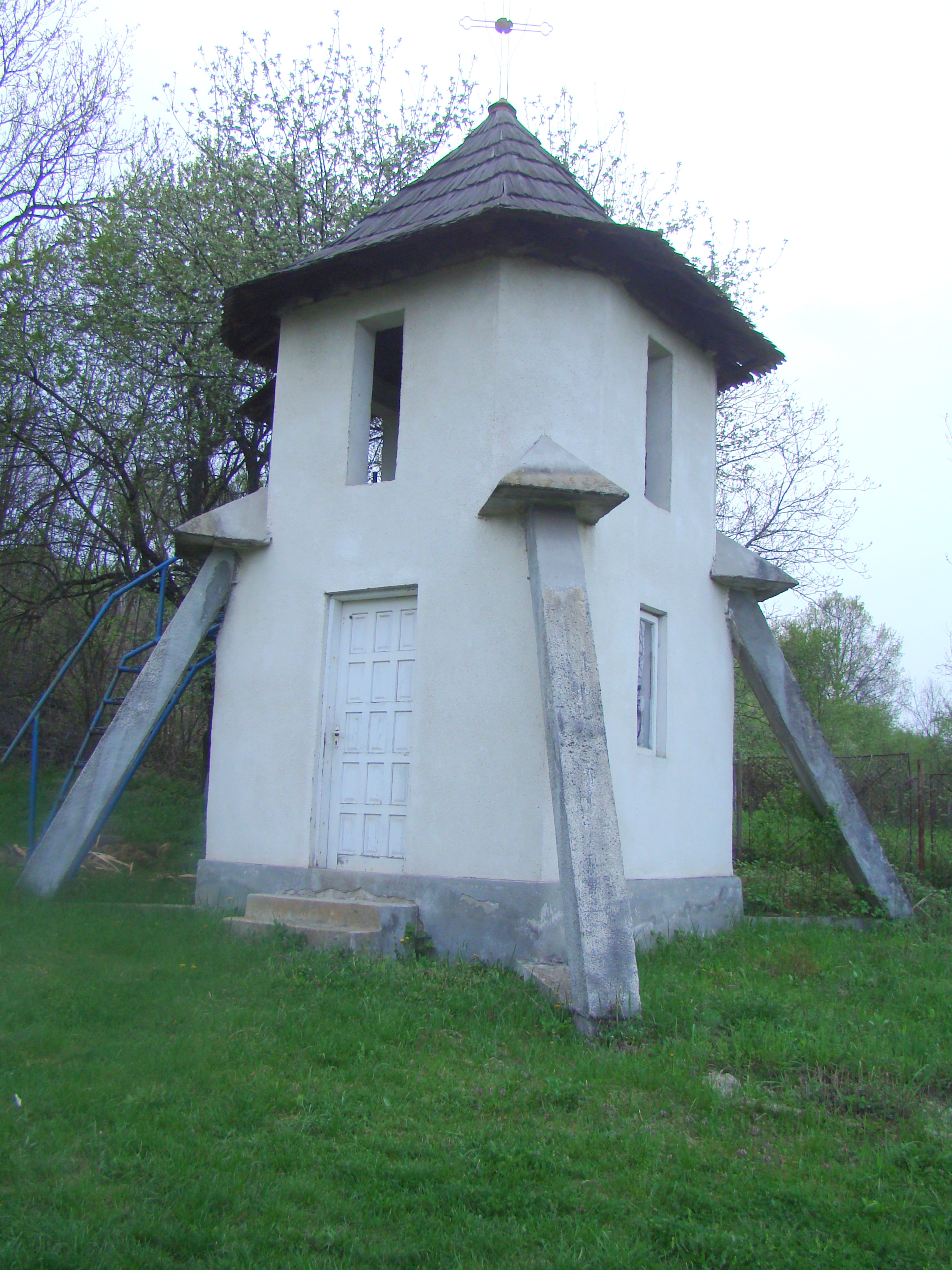
Clopotniţa
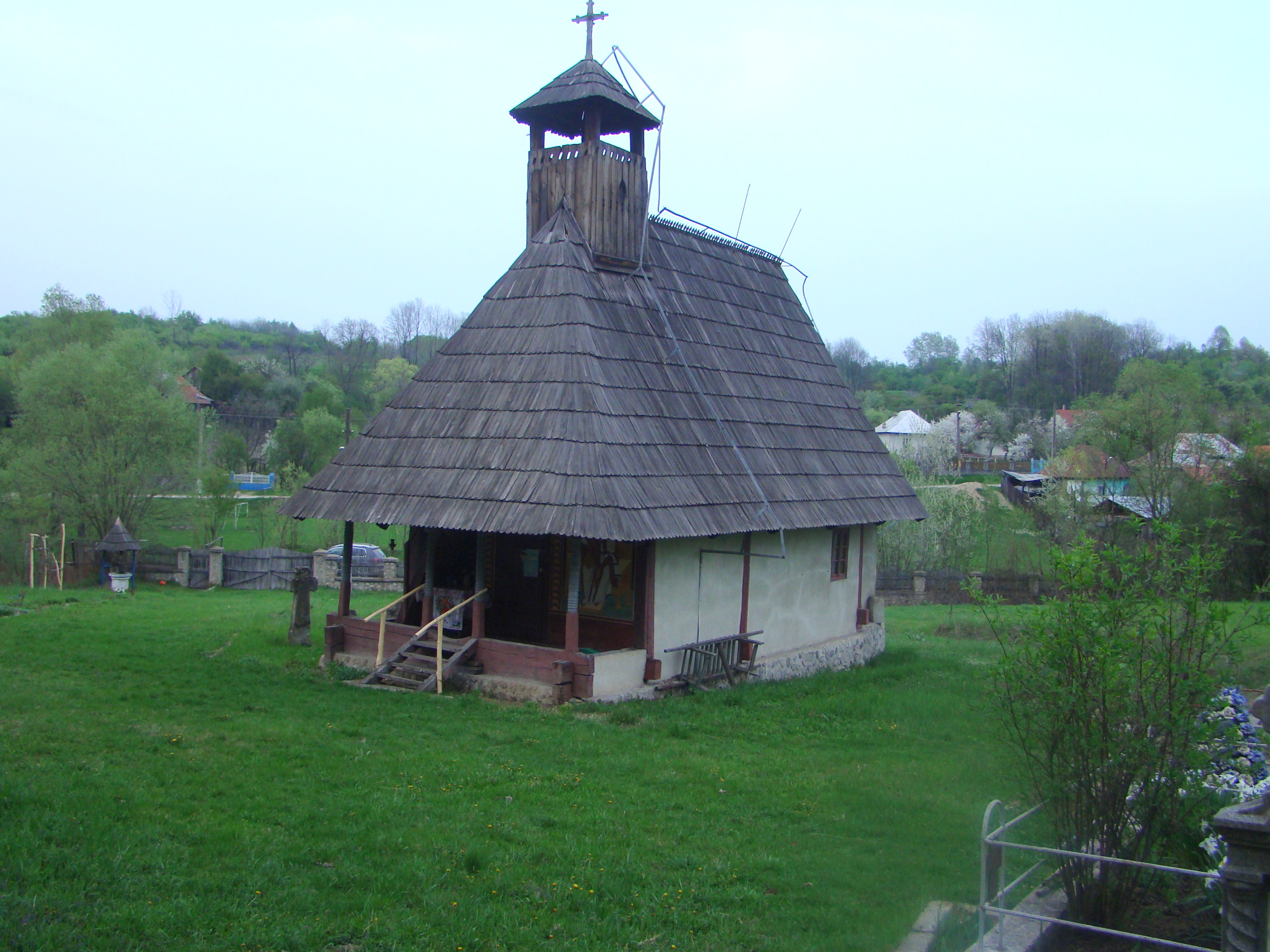
Biserica (sud-vest)
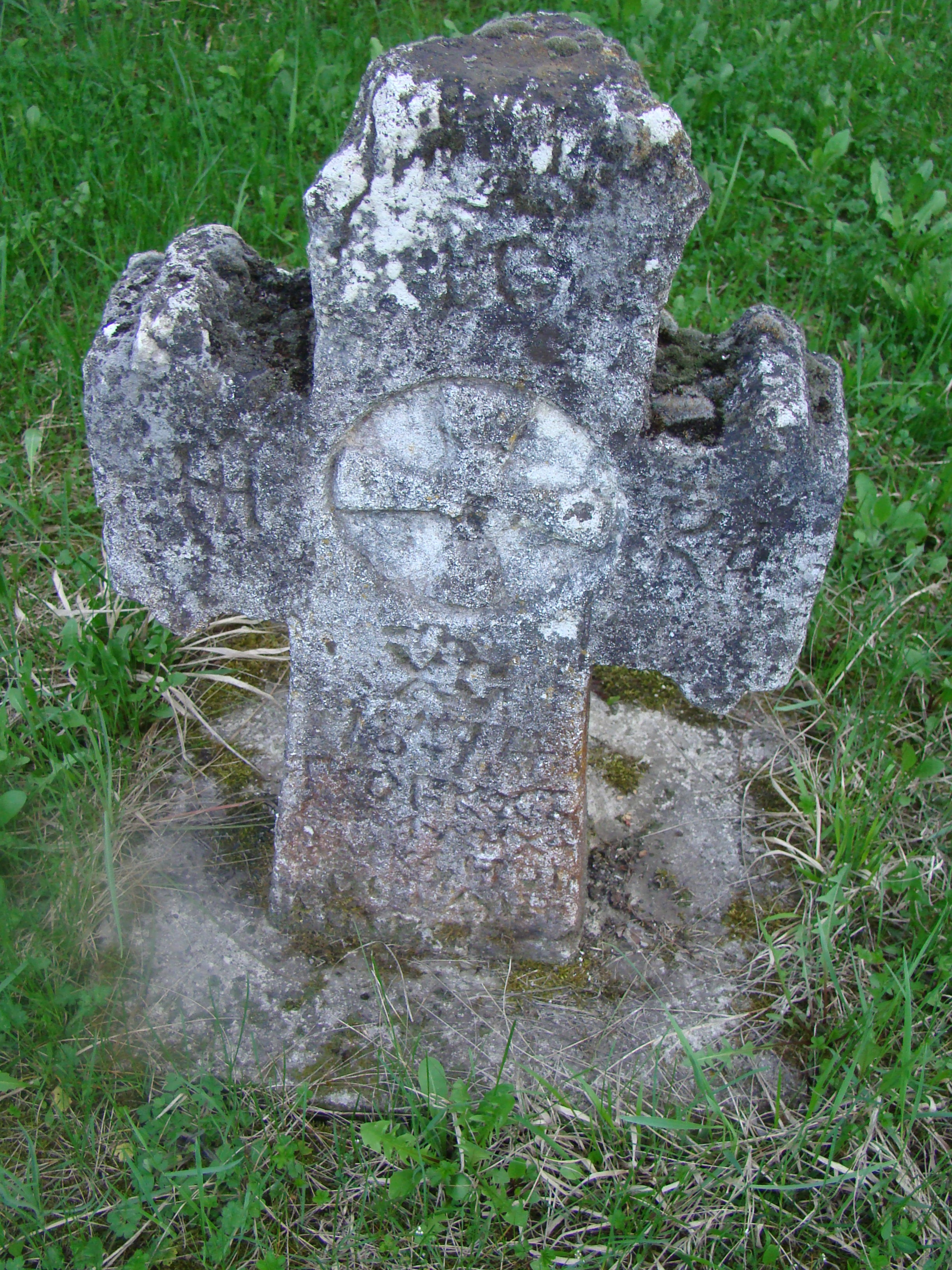
Cruce veche de piatră
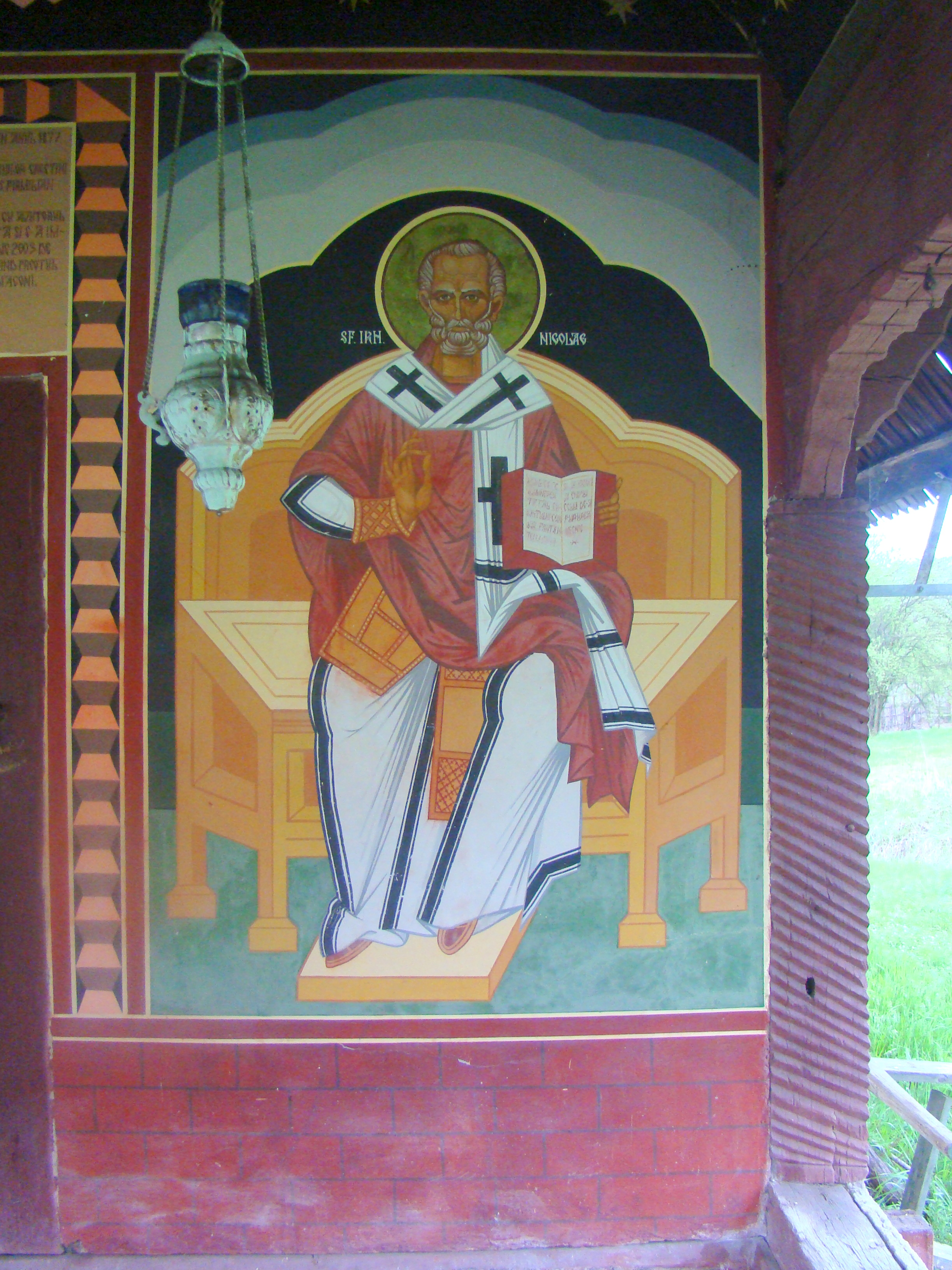
Patronul spiritual al bisericii
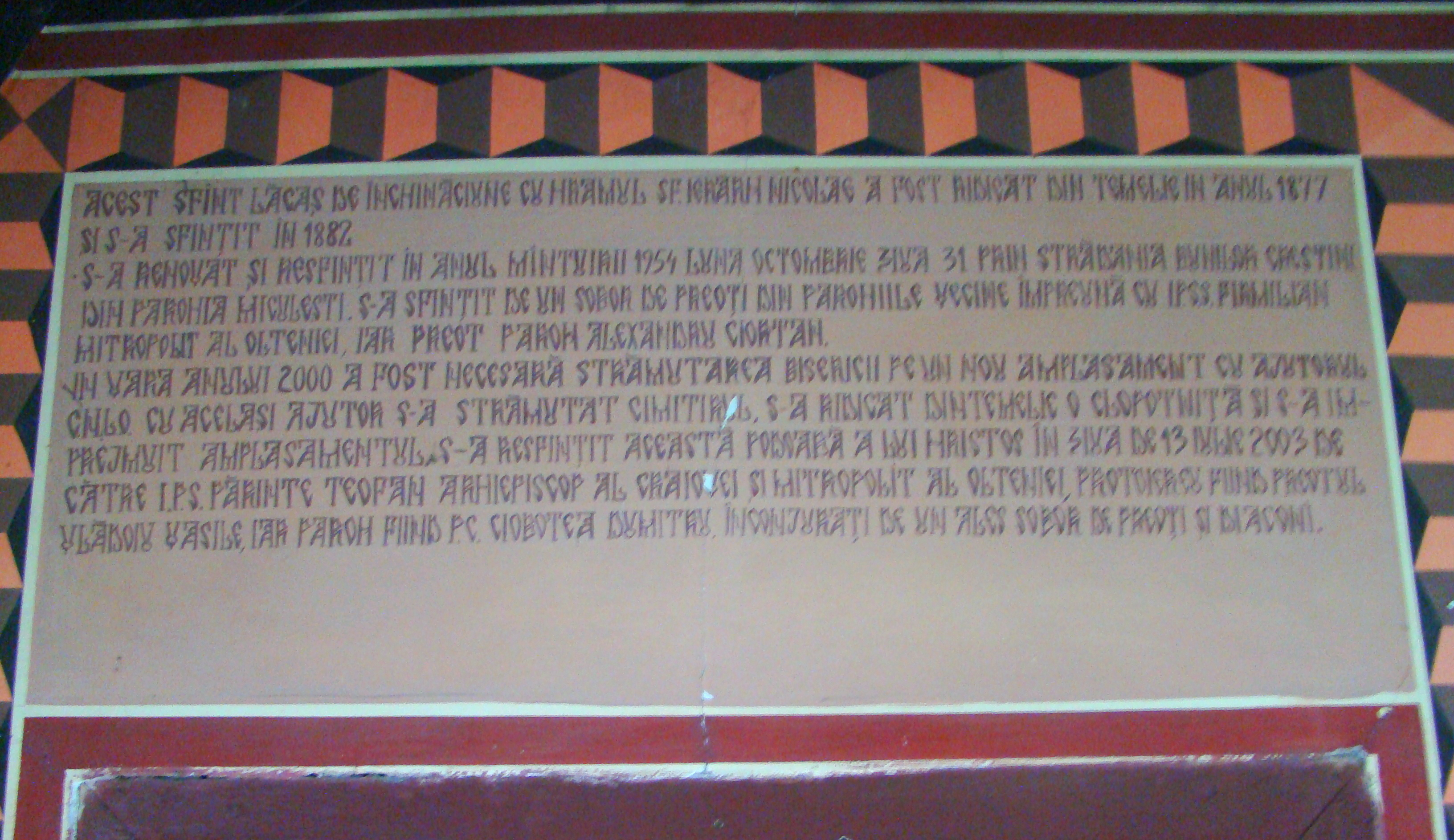
Pisania
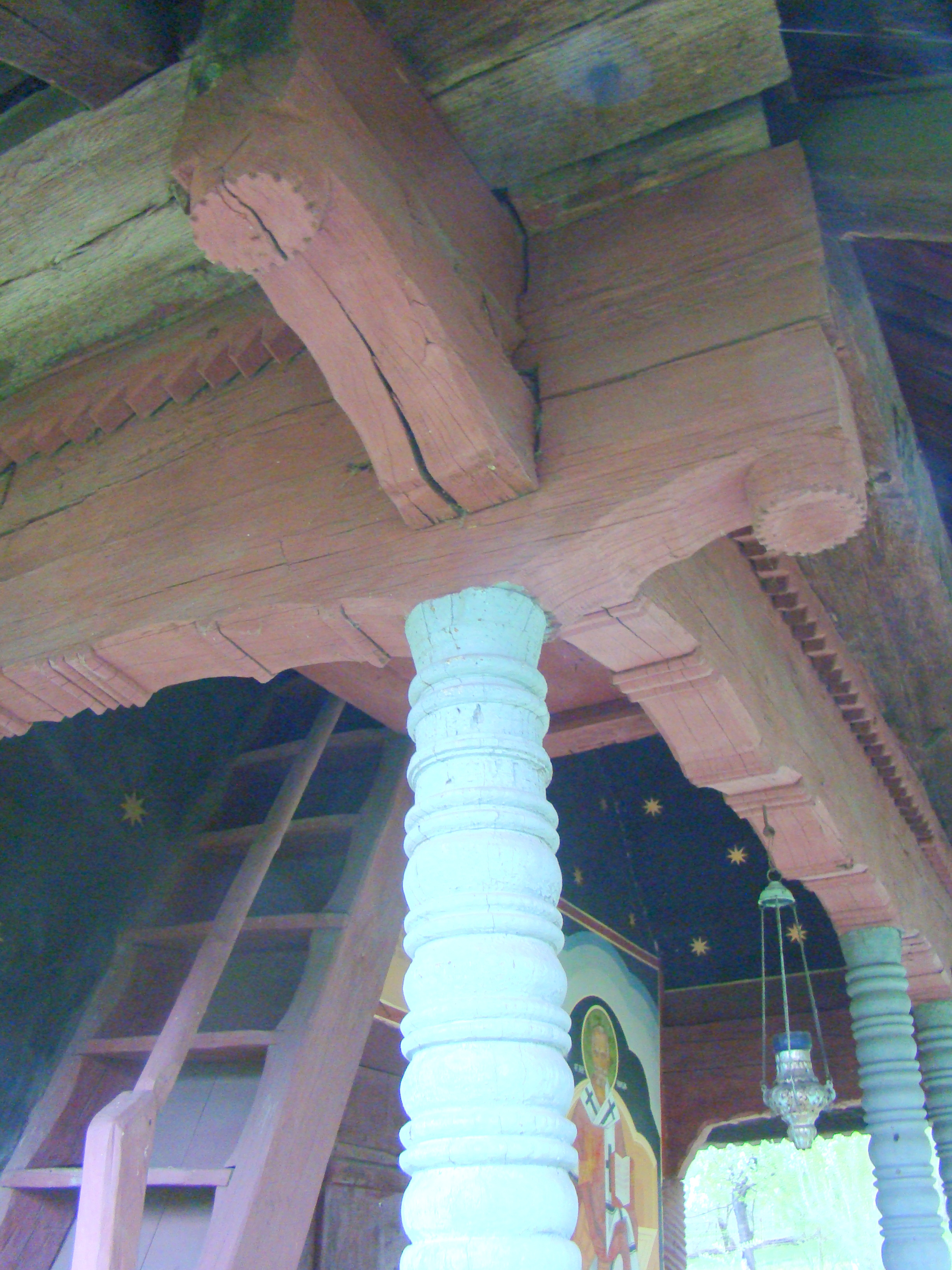
Detaliu pridvor
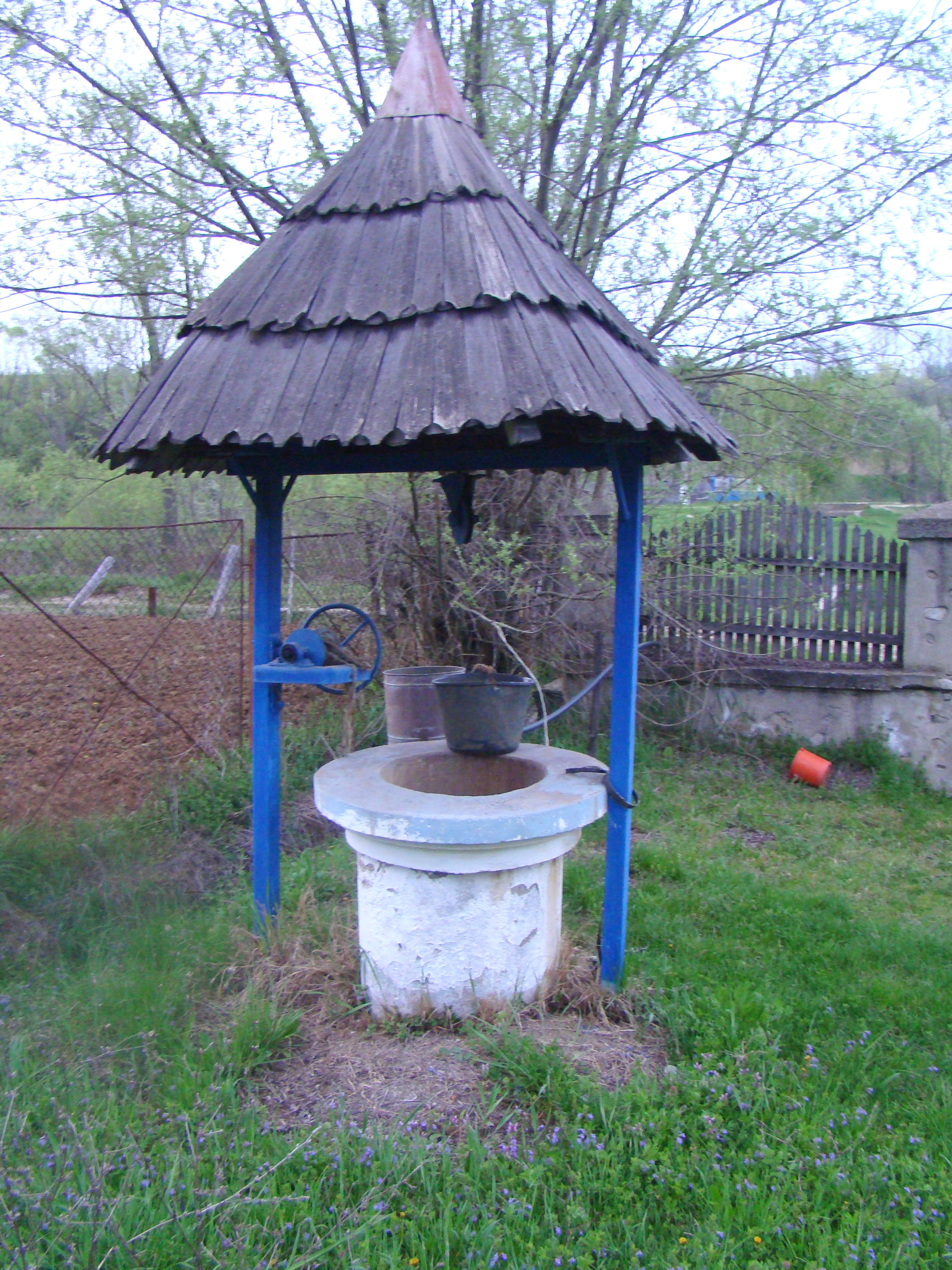
Fântâna cu şiţă
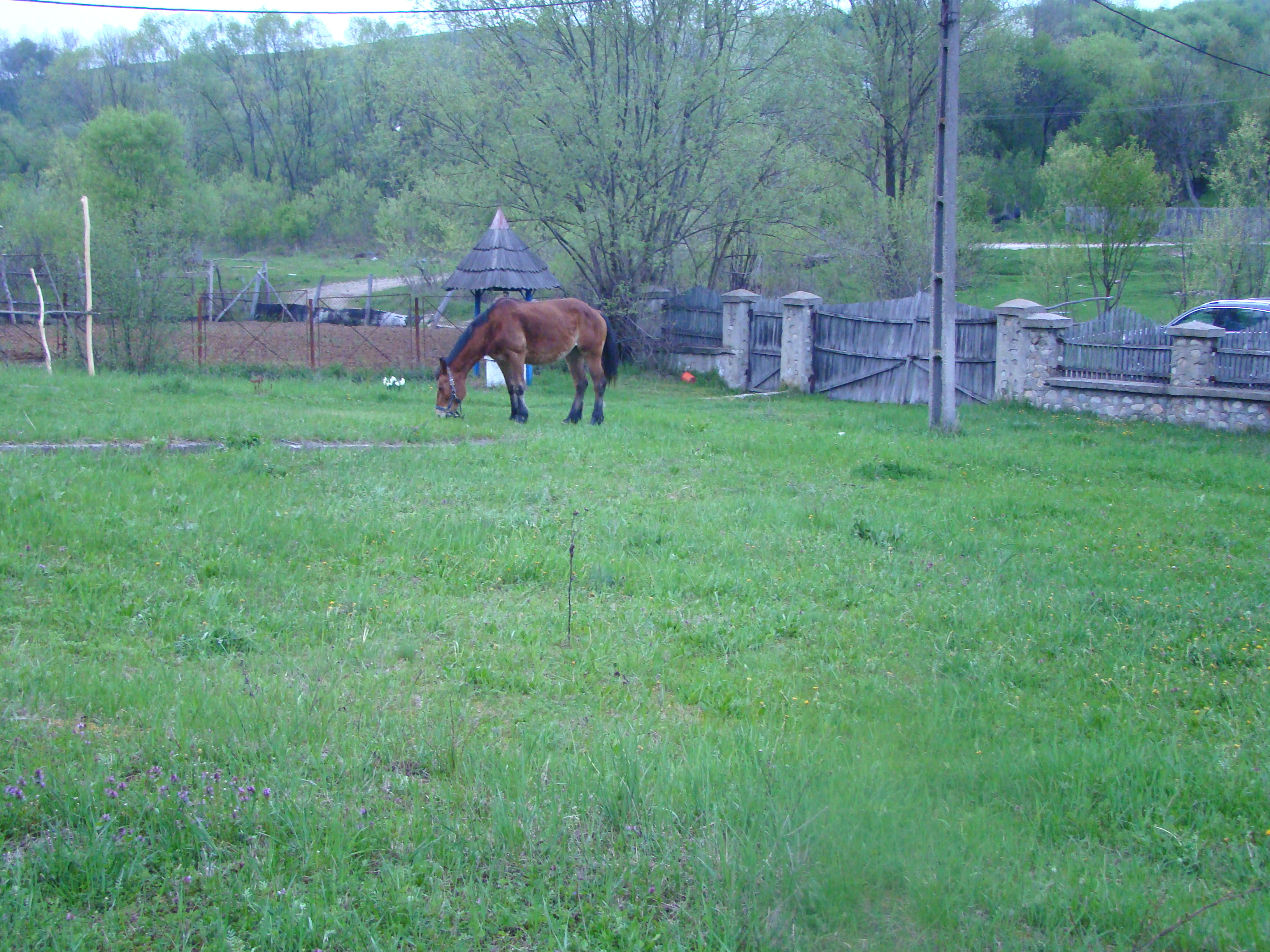
Împrejurimi